# Гита Уэссекская
Ги́та Уэ́ссекская (также Ги́да; англ. Gytha of Wessex; ок. 1053 — 10 марта 1098 или 1107) — принцесса (королевна) Англии, дочь последнего правившего англосаксонского короля Гарольда II и Эдиты Лебединой Шеи. Первая жена Владимира Мономаха, мать Мстислава Великого и, возможно, мать Юрия Долгорукого.
После гибели отца в битве при Гастингсе бежала во Фландрию, затем, согласно Саксону Грамматику, вместе с двумя братьями поселилась у своего дяди Свена Эстридсена, короля Дании.
В период между 1073 и 1075 годами вышла замуж за Владимира Мономаха, в то время — князя смоленского. В браке с ним родила Мстислава Великого, который в западных источниках вслед за дедом носит имя Гаральд (Харальд).

## Дети и последующие потомки
В браке у Гиты и Владимира Мономаха были дети:
- Мстислав Владимирович Великий (1076—1132), великий князь Киевский с 1125 года;
- Изяслав Владимирович (1078—1096), князь Курский;
- Святослав Владимирович (1079—1114), князь Смоленский и Переяславский;
- Роман Владимирович (1081—1119);
- Ярополк Владимирович (1082—1139), великий князь Киевский с 1132 года;
- Вячеслав Владимирович (1083—1154), князь Туровский, великий князь Киевский в 1139, 1150, 1151—54 годах;
- Мария (Марина) Владимировна (†1146/1147), замужем за лже-Львом Диогеном;
- Евфимия Владимировна (†1139), вышла замуж за короля Венгрии Кальмана I Книжника;
- Агафия Владимировна, вышла замуж за Всеволодка городенского;
- Глеб Владимирович ? — данные о его существовании недостоверны и признаются только частью исследователей.
- Юрий Владимирович Долгорукий[1] — вопрос о родстве Гиты и Юрия Долгорукого остаётся дискуссионным, некоторые исследователи считают, что его матерью была вторая жена Владимира Мономаха[4].

Через своего сына Мстислава Великого она была предком датского короля Вальдемара I и его потомков, а также королевы Англии Филиппы Геннегау и короля Англии Эдуарда III, и, следовательно, всех последующих английских и британских монархов.
В случае, если Гита была матерью Юрия Долгорукого, через его потомков она является предком великого князя Александра Невского и, следовательно, таких правителей, как Дмитрий Донской, Иван III Великий и Иван IV Грозный.

## Вопрос о дате смерти
Вопрос о дате смерти Гиты остаётся дискуссионным. По мнению А. В. Назаренко, Гита поддерживала связи с Пантелеимоновской обителью в Кёльне и участвовала в 1-м крестовом походе, умерла и погребена в Палестине в 1098 году, а год спустя Владимир Мономах женился на другой женщине. В пользу этой версии говорит упоминание в «Похвальном слове Святому Пантелеимону» (сочинение немецкого церковного деятеля первой трети XII века Руперта), где сообщается, что на вклады в Пантелеимонов монастырь и на паломничество в Иерусалим её толкнуло происшествие со старшим сыном Мстиславом, который чуть не погиб на охоте и вылечился после молитв Гиты Святому Пантелеимону. Медведь распорол Мстиславу живот так, что внутренности вывалились наружу. Когда его привезли домой, его мать Гита принялась молиться за него Святому Пантелеимону. В эту ночь Мстислав увидел во сне юношу, который пообещал его исцелить. Наутро этот юноша, очень похожий на Святого Пантелеимона, уже наяву пришёл к больному с целебными снадобьями и вылечил его. После этого Гита пожертвовала в кёльнский монастырь большую сумму денег и дала обет совершить паломничество в Иерусалим.
По мнению А. А. Горского, во второй брак Владимир Мономах вступил при жизни Гиты — не позднее 1095 года.
В. Т. Пашуто предполагал, что Гита умерла в Смоленске в 1107 году и о ней Владимир Мономах сделал запись в своем «Поучении», отметив, что «Гюргева мать» (то есть мать Юрия Долгорукого) умерла.

## В художественной литературе
- Баллада А. К. Толстого «Три побоища» (1869),
- Роман А. П. Ладинского «Последний путь Владимира Мономаха» (1966).
- Роман В. Д. Иванова «Русь великая» (1967)
- Роман А. К. Югова «Ратоборцы» (1948)